# 離散群

整数全体に通常の位相を入れたものは実数全体の離散部分群である．

数学において，位相群 G の離散部分群（りさんぶぶんぐん，英: discrete subgroup）とは，部分群 H であって，H の開被覆で任意の開部分集合が H の元をちょうどひとつ含むようなものが存在するものである．言い換えると，H の G における部分空間位相は離散位相である．例えば，整数の全体 Z は実数の全体 R（標準的な距離位相をいれる）の離散部分群であるが，有理数の全体 Q は離散部分群ではない．離散群とは離散位相を備えた位相群である．
任意の群には離散位相を与えることができる．離散空間からの任意の写像は連続であるから，離散群の間の位相的準同型はちょうどその群の間の群準同型である．したがって，群の圏と離散群の圏の間には同型がある．離散群はしたがってその（抽象）群と同一視できる．
位相群あるいはリー群に「自然に逆らって」離散位相を入れると有用な場合がある．例えばボーアコンパクト化の理論やリー群の群コホモロジーにおいてである．
離散等長変換群は距離空間の任意の点に対して等長変換のもとでの点の像の集合が離散集合であるような等長変換群である．離散対称変換群は離散等長変換群である対称変換群である．

## 性質
位相群は等質空間であるから，位相群が離散的であるかどうかを決定するには一点を見るだけでよい．とくに，位相群が離散的であることと単位元のみからなるシングルトンが開集合であることは同値である．
離散群は 0 次元リー群と同じものである（非可算離散群は第二可算でないため，リー群にこの公理を課す著者はこれらの群をリー群とはみなさない）．離散群の単位元成分は単に自明な部分群であり，成分群は群自身に同型である．
有限集合上のハウスドルフ位相は離散的なものしかないから，有限ハウスドルフ位相群は離散的でなければならない．したがってハウスドルフ群の任意の有限部分群は離散的である．
G の離散部分群 H が余コンパクト (cocompact) とは，HK = G なる G のコンパクト部分集合 K が存在することをいう．
離散正規部分群は被覆群や局所同型群の理論において重要な役割を果たす．連結群 G の離散正規部分群は G の中心に入っていなければならず，したがってアーベルである．
他の性質：
- 任意の離散群は完全不連結である．
- 離散群の任意の部分群は離散的である．
- 離散群の任意の商群は離散的である．
- 有限個の離散群の直積は離散的である．
- 離散群がコンパクトであることと有限であることは同値である．
- 任意の離散群は局所コンパクトである．
- ハウスドルフ群の任意の離散部分群は閉である．
- コンパクトハウスドルフ群の任意の離散部分群は有限である．

## 例
- フリーズ群（英語版）や文様群はユークリッド平面の等長変換群（英語版）の離散部分群である．文様群は余コンパクトであるが，フリーズ群はそうでない．
- 結晶群（英語版）は通常ユークリッド空間の等長変換群の余コンパクト離散部分群を意味するが，冪零（英語版）あるいは可解リー群（英語版）の余コンパクト離散部分群を意味することもある．
- すべての三角形群（英語版） T は，球面の（T が有限のとき），ユークリッド平面（T が有限指数の Z + Z 部分群をもつとき），あるいは双曲平面（英語版）の，等長変換群の離散部分群である．
- フックス群（英語版）は，定義により，双曲平面の等長変換群の離散部分群である．
  - 向きを保ち双曲平面の上半平面モデルに作用するフックス群はリー群 PSL(2, R), 双曲平面の上半平面モデルの向き付けを保つ等長変換の群，の離散部分群である．
  - フックス群を，双曲平面を3次元双曲空間に等長に埋め込み，平面上の群作用を空間全体に拡張することによって，クライン群（英語版）の特別な場合と考えることがある．
  - モジュラー群 PSL(2, Z) は PSL(2, R) の離散部分群と考えられる．モジュラー群は PSL(2, R) における格子であるが，余コンパクトではない．
- クライン群（英語版）は，定義により，3次元双曲空間（英語版）の等長変換群の離散部分群である．擬フックス群（英語版）はクライン群である．
  - 向きを保ち3次元双曲空間の上半空間（英語版）モデルに作用するクライン群はリー群 PSL(2, C), 3次元双曲空間の上半空間モデルの向きを保つ等長変換の群，の離散部分群である．
- リー群の格子は商空間のハール測度が有限な離散部分群である．